# Ghirba
La ghirba (dall’arabo qirba, ovvero "otre in pelle") è un contenitore in pelle usato dagli indigeni di alcune tribù africane per il trasporto dell'acqua potabile. Il termine fu portato in Italia dai soldati italiani che combatterono la guerra di Abissinia (1895-1896) e la campagna di Libia (1911-1921). La parola è rimasta in uso fin dalla prima guerra mondiale nelle forze armate italiane per definire un otre in pelle o tela per portare acqua, vino o caffè. Da quell'uso è poi nato il detto portare a casa la ghirba o salvare la ghirba nel senso di salvare la pelle o lasciarci la ghirba nel senso di  perdere la vita. Nelle attività di campeggio la ghirba, oggi anche in materiali plastici, è un contenitore in cui conservare in fresco l'acqua e generalmente appeso nei pressi della tenda.
Durante la grande guerra La ghirba era il titolo di un quotidiano di trincea pubblicato nel 1918 a Castiglione delle Stiviere dall'editore G. Bignotti & figli.